# Dujkerczyk karłowaty
Dujkerczyk karłowaty (Philantomba maxwellii) – gatunek ssaka parzystokopytnego z rodziny wołowatych, zaliczany do podrodziny dujkerów
.

## Występowanie i biotop
Obecny zasięg występowania gatunku obejmuje zachodnią Afrykę – od  Senegalu i Gambii po Nigerię.
Jego siedliskiem są nizinne lasy deszczowe i sawanny drzewiaste.

## Charakterystyka ogólna
| Podstawowe dane         | Podstawowe dane    |
| ----------------------- | ------------------ |
| Długość ciała           | do 66 cm           |
| Wysokość w kłębie       | 35–38 cm           |
| Długość ogona           |                    |
| Masa ciała              | 5–7 kg             |
| Dojrzałość płciowa      | 2–3 lat            |
| Ciąża                   | 120 dni            |
| Liczba młodych w miocie | 1                  |
| Długość życia           | 10 lat (w niewoli) |

### Wygląd
Dujkerczyk karłowaty osiąga do ok. 66 cm długości przy wysokości w kłębie do 38 cm i 5–7 kg masy ciała. Samice są większe i cięższe od samców. Ubarwienie szare lub szarobrązowe, z jaśniejszym spodem. Rogi występują u przedstawicieli obydwu płci.

### Tryb życia
Gatunek roślinożerny, aktywny głównie nocą. Żyją w parach lub samotnie. Zjadają liście i owoce, rzadziej trawy i inne gatunki roślin.

### Rozród
Gatunek monogamiczny. Samica rodzi raz w roku jedno młode po ok. 120-dniowej ciąży. Młode jest zdolne do samodzielnego poruszania się po kilku godzinach od urodzenia. Przez dwa tygodnie pobiera wyłącznie mleko matki.
Długość życia tego dujkerczyka w warunkach naturalnych nie jest znana. W niewoli notowano osobniki żyjące do 10 lat.

## Podgatunki
- C. maxwellii maxwellii H. Smith, 1827
- C. maxwellii danei Hinton, 1920

## Znaczenie
Dujkerczyk karłowaty jest poławiany przez człowieka. Stanowi pokarm zwierząt drapieżnych, m.in. ptaków drapieżnych, dużych kotów i węży.

## Zagrożenia i ochrona
Gatunek nie jest objęty konwencją waszyngtońską CITES. W Czerwonej księdze gatunków zagrożonych Międzynarodowej Unii Ochrony Przyrody i Jej Zasobów został zaliczony do kategorii LC (least concern – niższego ryzyka).